# Malaccina guilinensis
Malaccina guilinensis är en kackerlacksart som beskrevs av Roth, L. M. 1996. Malaccina guilinensis ingår i släktet Malaccina och familjen småkackerlackor. Inga underarter finns listade i Catalogue of Life.